# Indian Super League 2024/25
Die Indian Super League 2024/25 wird die elfte Spielzeit der höchsten indischen Fußballliga. Die Saison begann am 13. September 2024 und wurde im April 2025 beendet. An der Liga nehmen 13 Mannschaften teil. Titelverteidiger ist der Mohun Bagan AC.

## Mannschaften
| Mannschaft                   | Standort    | Stadion                        | Kapazität |
| ---------------------------- | ----------- | ------------------------------ | --------- |
| Mohun Bagan AC               | Kolkata     | Yuba Bharati Krirangan         | 68.000    |
| Bengaluru FC                 | Bengaluru   | Sree-Kanteerava-Stadion        | 24.000    |
| Chennaiyin FC                | Chennai     | Jawaharlal Nehru Stadium       | 40.000    |
| East Bengal Club             | Kolkata     | Yuba Bharati Krirangan         | 68.000    |
| FC Goa                       | Margao      | Fatorda-Stadion                | 19.800    |
| Hyderabad FC                 | Hyderabad   | Gachibowli-Stadion             | 32.000    |
| Jamshedpur FC                | Jamshedpur  | JRD Tata Sports Complex        | 24.424    |
| Kerala Blasters FC           | Kochi       | Jawaharlal Nehru Stadium       | 60.500    |
| Mohammedan Sporting Club (N) | Kolkata     | Kishore Bharati Krirangan      | 15.000    |
| Mumbai City FC               | Mumbai      | Mumbai Football Arena          | 18.000    |
| NorthEast United FC          | Guwahati    | Indira Gandhi Athletic Stadium | 23.850    |
| Odisha FC                    | Bhubaneswar | Kalinga Stadium                | 15.000    |
| Punjab FC                    | Punjab      | Jawaharlal Nehru Stadium       | 60.000    |

## Ausländische Spieler
| Mannschaft               | Spieler 1          | Spieler 2            | Spieler 3             | Spieler 4           | Spieler 5           | Spieler 6        | Unregistrierte Spieler | Ehemalige Spieler |
| ------------------------ | ------------------ | -------------------- | --------------------- | ------------------- | ------------------- | ---------------- | ---------------------- | ----------------- |
| Bengaluru FC             | Jorge Pereyra Díaz | Aleksandar Jovanović | Ryan Dale Williams    | Alberto Noguera     | Édgar Méndez        | Pedro Capó       |                        |                   |
| Chennaiyin FC            | Elsinho            | Lukas Brambilla      | Wilmar Jordán Gil     | Ryan Edwards        | Daniel Chima Chukwu | Connor Shields   |                        |                   |
| East Bengal Club         | Cleiton Silva      | Madih Talal          | Dimitris Diamantakos  | Hijazi Maher        | Héctor Yuste        | Saúl Crespo      |                        |                   |
| FC Goa                   | Armando Sadiku     | Carl McHugh          | Dejan Dražić          | Borja Herrera       | Iker Guarrotxena    | Odei Onaindia    |                        |                   |
| Hyderabad FC             | Andrei Alba        | Allan Paulista       | Edmilson Correia      | Cy Goddard          | Stefan Šapić        |                  |                        |                   |
| Jamshedpur FC            | Jordan Murray      | Rei Tachikawa        | Stephen Eze           | Lazar Ćirković      | Javi Hernández      | Javi Siverio     |                        |                   |
| Kerala Blasters FC       | Alexandre Coeff    | Kwame Peprah         | Miloš Drinčić         | Noah Sadaoui        | Jesús Jiménez       | Adrián Luna      | Jaushua Sotirio        |                   |
| Mohammedan Sporting Club | Alexis Gómez       | França               | César Lobi Manzoki    | Florent Ogier       | Joseph Adjei        | Mirjalol Kasimov | Abdul Kadiri Mohammed  |                   |
| Mohun Bagan AC           | Dimitri Petratos   | Jamie Maclaren       | Jason Cummings        | Tom Aldred          | Alberto Rodríguez   | Greg Stewart     | Nuno Reis              |                   |
| Mumbai City FC           | Jérémy Manzorro    | Nikolaos Karelis     | Yoëll van Nieff       | Jon Toral           | Tiri                | Thaer Krouma     |                        |                   |
| NorthEast United FC      | Alaeddine Ajaraie  | Hamza Regragui       | Mohammed Ali Bemammer | Guillermo Fernández | Míchel Zabaco       | Néstor Albiach   |                        |                   |
| Odisha FC                | Diego Maurício     | Roy Krishna          | Hugo Boumous          | Ahmed Jahouh        | Mourtada Fall       | Carlos Delgado   |                        |                   |
| Punjab FC                | Ezequiel Vidal     | Asmir Suljić         | Filip Mrzljak         | Ivan Novoselec      | Mushaga Bakenga     | Luka Majcen      |                        |                   |